# Denmark (Maine)
 For alternative betydninger, se Danmark (flertydig). (Se også artikler, som begynder med Danmark)
Denmark er hovedby i Oxford County i den amerikanske delstat Maine. I 2000 havde byen 1.004 indbyggere.

## Historie
Området var oprindeligt en del af Pequawket (i dag Fryeburg), en landsby bosat af indianerstammen Sokokis Abenaki. Stammen blev i 1725 fordrevet under Dummers krig, og adskillige bosættere fra Andover, Massachusetts flyttede ind i området.
Området fik bystatus den 20. februar 1807 og tog navnet Denmark. Byen har ikke en dansk befolkning eller historie, og der er flere teorier om, hvorfra navnet kommer, men der er ingen autoriseret forklaring. Engelsk Wikipedia angiver, at byen tog sit navn i solidaritet med Danmark efter at København i 1801 og 1807 var blevet angrebet af Royal Navy, der også i 1775 havde angrebet Portland i Maine. Det britiske angreb på København fandt dog sted efter den 20. februar 1807.
Områdets landbrugsjord er meget stenet og sandet, hvilket gave rimelige udbytter af kartofler, majs og havre. Byen er dog omgivet af flere søer og vandløb, og der blev hurtigt bygget vandmøller, og der blev påbegyndt bearbejdning af korn og tømmer og produktion af vinduer, døre osv. Byen huser i dag adskillige sommerlejre (Summer camps), herunder Camp Wyonegonic, der er USA's ældste sommerlejr for piger.

## Eksterne henvisnigner
- Byens hjemmeside

43°58′13″N 70°48′12″V / 43.97028°N 70.80333°V